# تفسیر راهنما
تفسیر راهنما یکی از تفاسیر موضوعی قرآن به قلم اکبر هاشمی رفسنجانی است. بخشی از آن از مجموعهٔ فیش‌های تهیه شده در زندان دوره پهلوی فراهم آمده‌است.
مرکز فرهنگ و معارف قرآن، در آغاز فعّالیت خود برای تکمیل برداشت‌های تفسیری هاشمی رفسنجانی کار تدوین تفسیر راهنما را با روشی نو آغاز کرد که در ۲۲ جلد انجام شد. در این تفسیر، بیش از ۶۰ هزار فیش و برداشت از قرآن بر اساس ترتیب آیات، گرد آمده‌است که همه دارای نمایه بوده، از فهرست موضوعی جامعی برخوردار است.

## مؤلف
اکبر هاشمی رفسنجانی اهل روستای بهرمان کرمان در سال ۱۳۱۳ به دنیا آمد. بعد از تحصیلات مقدماتی به قم رفت. در مبارزات دوران انقلاب هفت بار دستگیر و زندانی شد. بعد از انقلاب سمت‌های متعددی در مجلس، ریاست جمهوری، خبرگان رهبری و تشخیص مصلحت نظام داشته‌است. تفسیر راهنما یکی از ۹ کتاب هاشمی است.

## نگارش
هاشمی رفسنجانی بین سالهای ۱۳۵۴ تا ۱۳۵۷ زمانی که در زندان اوین بود این تفسیر را در ۲۲ دفتر دویست برگی به صورت سه هزار برداشت با هشت هزار عنوان نوشت. این دست نوشته‌ها در سال ۱۳۶۶ به دفتر تبلیغات اسلامی واگذار شد و با تأسیس مرکز فرهنگ و معارف قرانی محققان تدوین و نگارش آن را آغاز کردند.

## ویژگی‌ها
تفسیر راهنما دارای ویژگی‌های منحصر به فردی می‌باشد که می‌توان به این موارد اشاره کرد: ابداع سبک نوینی در تدوین تفسیر، ریزنگری در آیه‌ها و واژه‌های قرآنی و بیان نکات جدید از آنها، اضافه نمودن نمایه در پایان هر آیه و هر جلد، توجه به ساختار ادبی و قیدها و صفت‌ها و برداشت جدیدی از آن، بدست آوردن نکات کلی و جامع بااستفاده از موضوعات جزئی.

## چاپ
اولین جلد تفسیر راهنما در سال ۱۳۷۱ توسط مرکز انتشارات دفتر تبلیغات اسلامی حوزه علمیه قم چاپ گردید و آخرین جلد آن یعنی جلد۲۱ در سال ۱۳۸۶ منتشر شد.